# Encyclopedia of Life
Encyclopedia of Life（エンサイクロピーディア・オブ・ライフ、EoL）とは、生物に関するオンライン百科事典。記事は専門家が執筆し、査読を経た上でネットを通じて世界中に無料公開されている。2008年2月27日にサイトがスタートし、2014年3月現在の記事数は約136万点。
記事の内容は、一般の読者から専門の研究者までを対象に、画像、音声、映像などのマルチメディア情報から文献情報まで幅広く扱う。インターネット上に既に存在する生物に関する情報を一手に集めて、生物についての調べものに対して、信頼性の高いワンストップショッピング（あちこちのサイトを回らないでも、一箇所で全ての情報が揃う）の提供を目指す。記載の対象となる種は、学名をもつ命名済みの種（約180万種）すべて。2008年のスタートから10年以内に180万種全てについての記事を完成させることを目指す。
当プロジェクトに必要な資金は全体で1億1050万ドル程と見積もられている。2007年5月時点でマッカーサー基金が1000万ドル、スローン財団が250万ドルの補助金を提供することをすでに決定している。
なお、EOLによればウィキペディアの存在もこのプロジェクト構想のきっかけとなっており、ウィキメディア財団も会議のメンバーである。